# Colorado - 'Sto classico
Colorado - 'Sto classico è stato un programma televisivo comico-parodistico italiano di Italia 1 trasmesso nel 2012.

## Il programma
I comici di Colorado, con la partecipazione straordinaria di altri personaggi della TV, del cinema e della musica, rappresentarono una parodia di quattro noti classici della letteratura mescolando prosa, musica e danza: Pinocchio, L'Odissea, Romeo e Giulietta, e Il Signore degli Anelli. Questa trasmissione avrebbe dovuto essere uno spin-off del noto programma comico Colorado, ma non ha avuto lo stesso successo del programma originale (che di solito otteneva buoni ascolti, ovvero ascolti superiori alla media della rete), rivelandosi, anzi, un flop (ovvero con ascolti inferiori della media della rete). Il programma, inoltre, ha avuto recensioni negative sia dalla totalità dei critici televisivi che dalla maggior parte del pubblico.

### Puntate
Il programma è costituito da 4 puntate andate in onda dall'8 maggio al 2 giugno 2012 con la conduzione di DJ Angelo su Italia 1.

#### Pinocchio
Titolo: Di chi è la colpa di tutti i guai in cui si è trovato Pinocchio? È davvero solo sua o non ha avuto degli educatori all'altezza?
Pinocchio è il primo sketch del programma, con protagonisti Gianluca Fubelli (Pinocchio) e Biagio Izzo (Geppetto).
Gli altri personaggi sono: Paolo Ruffini (Grillo Parlante), Chiara Francini (Fata Turchina), Dino Abbrescia (Mastro Ciliegia), PanPers (Il Gatto e la Volpe), Gabri Gabra (Lucignolo), Laura Magni (Il giudice), Francesco Pannofino (Mangiafuoco), Gianluca Impastato (Pappagallo), Stefano Vogogna (Contadino), Enzo Polidoro (Banchiere), Pino & gli anticorpi (Tre carabinieri) e Selvaggia Lucarelli (Stylist).

#### L'Odissea
Titolo: Ulisse è veramente il marito ideale o, al contrario, un perfetto fedifrago?
L'Odissea è il secondo sketch del programma, con protagonisti Paolo Ruffini (Ulisse) e Nicoletta Romanoff (Penelope).
Gli altri personaggi sono: Maria Amelia Monti (Atena), Angelo Pintus (Poseidone), I Ditelo voi e Gem Boy (Marinai), Andrea Pisani (Eolo), Daniele Ronchetti - alias Gabri Gabra - (Polifemo), Juliana Moreira (Maga Circe), Michele Manca di Pino & gli anticorpi (Mercurio), Arianna Bergamaschi e il corpo di ballo (Sirene), Fichi d'India (Scilla e Cariddi), Andrea Pucci (Zeus), Gino Fastidio (Apollo), Giulia Elettra Gorietti (Calipso), Rita Pelusio (Nausicaa), Luca Peracino (Telemaco), Max Periboni (Porcaro), Roberto Fara di Pino & gli anticorpi (Alcinoo), Claudio Perosino e Andrea Viganò (Proci), Stefano Manca di Pino e gli Anticorpi (Cane Argo e Mangiatore di Loto).

#### Romeo e Giulietta
Titolo: Di chi è veramente la colpa della faida scoppiata tra i Montecchi e i Capuleti?
Romeo e Giulietta è il terzo sketch del programma, con protagonisti Paolo Ruffini (Romeo) e Nadir Caselli (Giulietta).
Gli altri personaggi sono: Marco Bazzoni - alias Baz - (Benvolio), Enzo Salvi (Papà Capuleti), Monica Scattini (Mamma Capuleti), Dino Abbrescia (Papà Montecchi), Laura Magni (Mamma Montecchi), Tiziana Foschi (Nutrice), Michele Manca di Pino & gli anticorpi (Mercuzio), Stefano Manca di Pino & gli anticorpi (Tebaldo), Roberto Fara di Pino & gli anticorpi (Frate Giovanni), Gianluca Impastato (Frate Lorenzo), Gianluca Fubelli (Il principe), Fiammetta Cicogna (Rosalina), I Ditelo voi (Servi Montecchi), PanPers (Servi Capuleti), Didi Mazzilli (Ser Gelato), Stefano Chiodaroli (Paride), Max Pezzali (Lo speziale) e cameo di Antonella Lo Coco.

#### Il Signore degli Anelli
Titolo: Di chi è il merito della salvezza dell'umanità? Che fine ha fatto Frodo dopo aver gettato l'anello?
Il Signore degli Anelli è il quarto e ultimo sketch del programma, con protagonisti Luca Peracino (Frodo) e Angelo Pintus (Gandalf).
Gli altri personaggi sono: Andrea Pisani (Sam), Gianluca Fubelli (Aragorn), Paolo Ruffini (Legolas), Stefano Chiodaroli (Gimli), Gabri Gabra (Boromir), Stefano Vogogna (Bilbo), Stefano Manca di Pino & gli anticorpi (Elrond), Rita Pelusio (Gollum), Gianluca Impastato (Saruman), Enzo Polidoro (Grima), Syria (Galadriel), Bebo Storti (Théoden), Michele Manca di Pino & gli anticorpi (Eomar), Roberto Fara di Pino & gli anticorpi (Eosol), Didi Mazzilli (Aerosol), Fichi d'India (Orco cane, Orco boia), Andrea Viganò (Plastico), Gerry Scotti (Re della morte) e Paola Barale (Arwen).

### Ascolti
| Puntata | Prima TV Italia | Telespettatori | Share |
| ------- | --------------- | -------------- | ----- |
| 1       | 8 maggio 2012   | 1.957.000      | 7,44% |
| 2       | 15 maggio 2012  | 1.585.000      | 5,86% |
| 3       | 22 maggio 2012  | 1.390.000      | 5,30% |
| 4       | 2 giugno 2012   | 979.000        | 5,01% |

### Altre informazioni
- Hanno fatto parte del corpo di ballo dello show le seguenti soubrette: Elena Morali, Lorella Boccia, Francesca Fioretti, Carlotta Maggiorana, Veronica Ciardi, Micol Ronchi, Sarah Nile, Margherita Zanatta, Guendalina Tavassi, Laura Drzewicka, Cristina Buccino, Elisa Della Valentina, Marika Baldini, Cristiana Ambrosoli, Pasqualina Sanna e Ludovica Leoni.
- La sigla iniziale di questo show, una rivisitazione del brano Balla coi Lapi dei Gem Boy contenuto nell'album Ginecology, è un chiaro tributo alla Biblioteca di Studio Uno, storica trasmissione del Quartetto Cetra che proponeva parodie di classici della letteratura.
- Nella primavera 2013 questo spettacolo fu sostituito dalla tredicesima edizione di Colorado con buoni ascolti.